# Amber Valley (circonscription britannique)
Circonscription parlementaire de la Chambre des communes
La circonscription d'Amber Valley est une circonscription parlementaire britannique située dans le Derbyshire, et représentée à la Chambre des communes du Parlement britannique depuis 2010 par Nigel Mills du Parti conservateur.

## Members of Parliament
| Élection | Élection | Membre            | Membre | Parti        |
| -------- | -------- | ----------------- | ------ | ------------ |
|          | 1983     | Phillip Oppenheim |        | Conservateur |
|          | 1997     | Judy Mallaber     |        | Travailliste |
|          | 2010     | Nigel Mills       |        | Conservateur |

## Élections

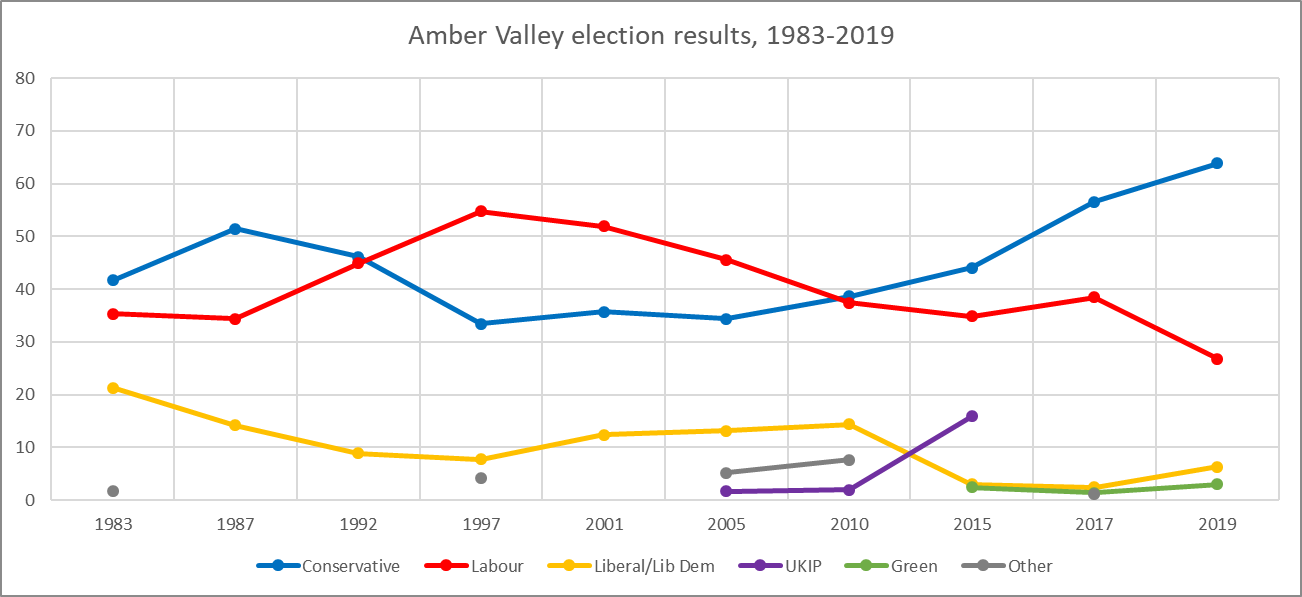
Amber Valley résultats élection

### Élections dans les années 2010
| Parti         | Parti                | Candidat             | Voix   | %    | ±     |
| ------------- | -------------------- | -------------------- | ------ | ---- | ----- |
|               | Conservateur         | Nigel Mills          | 29,085 | 63,8 | +7.3  |
|               | Travailliste         | Adam Thompson        | 12,210 | 26,8 | −11.6 |
|               | Libéral Démocrate    | Kate Smith           | 2,873  | 6,3  | +3.9  |
|               | Green                | Lian Pizzey          | 1,388  | 3,0  | +1.6  |
| Majorité      | Majorité             | Majorité             | 16,886 | 37,0 | +18.9 |
| Participation | Participation        | Participation        | 45,556 | 65,1 | −2.3  |
|               | Conservateur retenir | Conservateur retenir | Swing  | +9.5 |       |

| Parti         | Parti                | Candidat             | Voix   | %    | ±     |
| ------------- | -------------------- | -------------------- | ------ | ---- | ----- |
|               | Conservateur         | Nigel Mills          | 25,905 | 56,5 | +12.6 |
|               | Travailliste         | James Dawson         | 17,605 | 38,4 | +3.6  |
|               | Libéral Démocrate    | Kate Smith           | 1,100  | 2,4  | −0.6  |
|               | Green                | Matt McGuinness      | 650    | 1,4  | −1.0  |
|               | Indépendant          | Daniel Bamford       | 551    | 1,2  | N/A   |
| Majorité      | Majorité             | Majorité             | 8,300  | 18,1 | +8.9  |
| Participation | Participation        | Participation        | 45,811 | 67,4 | +2.3  |
|               | Conservateur retenir | Conservateur retenir | Swing  | +4.5 |       |

| Parti         | Parti                | Candidat             | Voix   | %    | ±     |
| ------------- | -------------------- | -------------------- | ------ | ---- | ----- |
|               | Conservateur         | Nigel Mills          | 20,106 | 44,0 | +5.4  |
|               | Travailliste         | Kevin Gillott        | 15,901 | 34,8 | −2.7  |
|               | UKIP                 | Stuart Bent          | 7,263  | 15,9 | +13.9 |
|               | Libéral Démocrate    | Kate Smith           | 1,360  | 3,0  | −11.5 |
|               | Green                | John Devine          | 1,087  | 2,4  | +2.4  |
| Majorité      | Majorité             | Majorité             | 4,205  | 9,2  | +8.0  |
| Participation | Participation        | Participation        | 45,717 | 65,1 | -0.4  |
|               | Conservateur retenir | Conservateur retenir | Swing  | +4.0 |       |

À l'approche des élections générales de 2015, il s'agissait de la 24e circonscription parlementaire la plus marginale de Grande-Bretagne, le parti travailliste nécessitant un swing des conservateurs de 0,6% pour prendre le siège (sur la base du résultat des élections générales de 2010).
| Parti         | Parti                                   | Candidat                                | Voix   | %    | ±    |
| ------------- | --------------------------------------- | --------------------------------------- | ------ | ---- | ---- |
|               | Conservateur                            | Nigel Mills                             | 17,746 | 38,6 | +4.7 |
|               | Travailliste                            | Judy Mallaber                           | 17,210 | 37,4 | −9.0 |
|               | Libéral Démocrate                       | Tom Snowdon                             | 6,636  | 14,4 | +2.1 |
|               | BNP                                     | Michael Clarke                          | 3,195  | 7,0  | +4.4 |
|               | UKIP                                    | Sue Ransome                             | 906    | 2,0  | +0.3 |
|               | Monster Raving Loony                    | Sam Thing                               | 265    | 0,6  | N/A  |
| Majorité      | Majorité                                | Majorité                                | 536    | 1,2  | N/A  |
| Participation | Participation                           | Participation                           | 45,958 | 65,5 | +1.5 |
|               | Conservateur vainqueur sur Travailliste | Conservateur vainqueur sur Travailliste | Swing  | +6.9 |      |

### Élections dans les années 2000
| Parti         | Parti                | Candidat             | Voix   | %    | ±    |
| ------------- | -------------------- | -------------------- | ------ | ---- | ---- |
|               | Travailliste         | Judy Mallaber        | 21,593 | 45,6 | −6.3 |
|               | Conservateur         | Gillian Shaw         | 16,318 | 34,4 | −1.3 |
|               | Libéral Démocrate    | Kate Smith           | 6,225  | 13,1 | +0.7 |
|               | BNP                  | Paul Snell           | 1,243  | 2,6  | N/A  |
|               | Veritas              | Alex Stevenson       | 1,224  | 2,6  | N/A  |
|               | UKIP                 | Hugh Price           | 788    | 1,7  | N/A  |
| Majorité      | Majorité             | Majorité             | 5,275  | 11,1 | −5.1 |
| Participation | Participation        | Participation        | 47,391 | 62,9 | +2.6 |
|               | Travailliste retenir | Travailliste retenir | Swing  | −3.8 |      |

| Parti         | Parti                | Candidat             | Voix   | %    | ±     |
| ------------- | -------------------- | -------------------- | ------ | ---- | ----- |
|               | Travailliste         | Judy Mallaber        | 23,101 | 51,9 | −2.8  |
|               | Conservateur         | Gillian Shaw         | 15,874 | 35,7 | +2.2  |
|               | Libéral Démocrate    | Kate Smith           | 5,538  | 12,4 | +4.7  |
| Majorité      | Majorité             | Majorité             | 7,227  | 16,2 | −5.1  |
| Participation | Participation        | Participation        | 44,513 | 60,3 | −15.6 |
|               | Travailliste retenir | Travailliste retenir | Swing  | −2.5 |       |

### Élections dans les années 1990
| Parti         | Parti                                   | Candidat                                | Voix   | %    | ±     |
| ------------- | --------------------------------------- | --------------------------------------- | ------ | ---- | ----- |
|               | Travailliste                            | Judy Mallaber                           | 29,943 | 54,7 | +10.3 |
|               | Conservateur                            | Phillip Oppenheim                       | 18,330 | 33,4 | −13.0 |
|               | Libéral Démocrate                       | Roger Shelley                           | 4,219  | 7,7  | −1.4  |
|               | Référendum                              | Irene McGibbon                          | 2,283  | 4,2  | N/A   |
| Majorité      | Majorité                                | Majorité                                | 11,613 | 21,3 | N/A   |
| Participation | Participation                           | Participation                           | 54,775 | 76,0 | −8.7  |
|               | Travailliste vainqueur sur Conservateur | Travailliste vainqueur sur Conservateur | Swing  | 11.7 |       |

| Parti         | Parti                | Candidat             | Voix   | %    | ±     |
| ------------- | -------------------- | -------------------- | ------ | ---- | ----- |
|               | Conservateur         | Phillip Oppenheim    | 27,418 | 46,1 | −5.3  |
|               | Travailliste         | John Cooper          | 26,706 | 44,9 | +10.6 |
|               | Libéral Démocrate    | Graham Brocklebank   | 5,294  | 8,9  | −5.3  |
| Majorité      | Majorité             | Majorité             | 712    | 1,2  | −15.9 |
| Participation | Participation        | Participation        | 59,418 | 84,7 | +3.5  |
|               | Conservateur retenir | Conservateur retenir | Swing  | −7.9 |       |

### Élections dans les années 1980
| Parti         | Parti                | Candidat             | Voix   | %    | ±     |
| ------------- | -------------------- | -------------------- | ------ | ---- | ----- |
|               | Conservateur         | Phillip Oppenheim    | 28,603 | 51,4 | +9.7  |
|               | Travailliste         | David Bookbinder     | 19,103 | 34,4 | −0.9  |
|               | Liberal              | Stewart Reynolds     | 7,904  | 14,2 | −7.1  |
| Majorité      | Majorité             | Majorité             | 9,500  | 17,1 | +10.7 |
| Participation | Participation        | Participation        | 68,478 | 81,2 | +4.0  |
|               | Conservateur retenir | Conservateur retenir | Swing  | +5.3 |       |

| Parti         | Parti                                  | Candidat          | Voix   | %    | ±   |
| ------------- | -------------------------------------- | ----------------- | ------ | ---- | --- |
|               | Conservateur                           | Phillip Oppenheim | 21,502 | 41,7 | N/A |
|               | Travailliste                           | David Bookbinder  | 18,184 | 35,3 | N/A |
|               | Liberal                                | Brian Johnson     | 10,989 | 21,3 | N/A |
|               | Indépendant                            | Peter Griffiths   | 856    | 1,7  | N/A |
| Majorité      | Majorité                               | Majorité          | 3,318  | 6,4  | N/A |
| Participation | Participation                          | Participation     | 66,720 | 77,2 | N/A |
|               | Conservateur vainqueur (nouveau siège) |                   |        |      |     |